# Brewerville
Brewerville är en stad i Liberia. Den ligger i Montserrado County, i den västra delen av landet, 30 km norr om huvudstaden Monrovia.